# Municipio de Harrison (condado de Buffalo)
El municipio de Harrison (en inglés: Harrison Township) es un municipio ubicado en el condado de Buffalo en el estado estadounidense de Nebraska. En el año 2010 tenía una población de 59 habitantes y una densidad poblacional de 0,64 personas por km².

## Geografía
El municipio de Harrison se encuentra ubicado en las coordenadas 41°0′17″N 99°22′37″O / 41.00472, -99.37694. Según la Oficina del Censo de los Estados Unidos, el municipio tiene una superficie total de 92.76 km², de la cual 92,63 km² corresponden a tierra firme y (0,14 %) 0,13 km² es agua.

## Demografía
Según el censo de 2010, había 59 personas residiendo en el municipio de Harrison. La densidad de población era de 0,64 hab./km². De los 59 habitantes, el municipio de Harrison estaba compuesto por el 93,22 % blancos, el 1,69 % eran de otras razas y el 5,08 % eran de una mezcla de razas. Del total de la población el 1,69 % eran hispanos o latinos de cualquier raza.